# Arma radiologica
Le armi radiologiche sono costituite da esplosivo e materia radioattiva. Sono delle armi di distruzione di massa, progettate per colpire un territorio e la sua popolazione. Sono indicate anche con la locuzione di bombe sporche.
Si parla di guerra radiologica o "guerra radioattiva" per indicare l'uso militare di armi radiologiche in un conflitto.

## Descrizione
I militari possiedono alcuni concetti molto esplicativi sulle "dirty bomb":
- Le bombe sporche risultano potenziate rispetto a quelle convenzionali.
- Differiscono dalle armi nucleari perché non innescano una reazione a catena.
- Gli esplosivi impiegano scorie radioattive di centrali nucleari oppure rifiuti radioattivi di origine ospedaliera.

## Storia
Storicamente, il primo riferimento ad armi radiologiche è in un memorandum del 1943 scritto da alcuni scienziati a Leslie Groves, responsabile del Progetto Manhattan. In relazione ad un rapporto intitolato "Use of Radioactive Materials as a Military Weapon", il memorandum riporta:

## Utilizzo
È stato ipotizzato che questo tipo di arma possa essere impiegata da gruppi terroristici per provocare panico e vittime in aree densamente popolate, oppure per rendere inutilizzabili dei territori per lunghi periodi, a meno di non effettuare bonifiche molto costose. L'efficacia di una tale arma dipende molto dalla qualità della fonte di radiazioni utilizzata. In particolare gli effetti sono influenzati da fattori come energia e tipo di radiazioni, tempo di dimezzamento, dimensione dell'esplosione, disponibilità, protezioni, trasportabilità e caratteristiche ambientali.
Un possibile modo per disperdere del materiale radioattivo consiste nell'uso di una cosiddetta bomba sporca, costituita da materiale radioattivo che viene disperso tramite l'uso di esplosivo convenzionale. Le bombe sporche non fanno parte delle armi nucleari, che invece usano una fissione nucleare a catena innescata da una massa critica di materiale fissile o dalla fusione di atomi leggeri come l'idrogeno. Laddove le armi nucleari creano grandi perdite immediatamente dopo l'esplosione, le bombe sporche provocano subito dopo l'esplosione quantità minime di vittime. Alcuni tipi di bombe all'idrogeno possono però venire arricchite con materiale radioattivo pesante, combinando gli effetti devastanti dell'arma nucleare con gli effetti nocivi dell'arma radiologica; tale materiale, infatti, pur non prendendo parte alla reazione e quindi non contribuendo al potere detonante, aumenta sensibilmente la biotossicità della bomba contribuendo a generare un fallout più radioattivo.
Le armi radiologiche non si affidano dunque ad un ordigno particolare, ma possono anche disperdere il materiale radioattivo attraverso la catena alimentare o l'acqua. Questi metodi, che sono molto efficaci, pongono tuttavia gli stessi problemi che si presentano nell'uso delle armi chimiche.
I radionuclidi che rappresentano un maggiore pericolo sono:
- Uranio-235
- Cesio-137
- Cobalto-60
- Americio-241
- Californio-252
- Iridio-192
- Plutonio-239
- Stronzio-90
- Radio-226

## Terrorismo nucleare
Attualmente esiste un dibattito riguardante la possibilità e la convenienza per i terroristi di utilizzare un'arma del genere. Molti esperti credono che una bomba sporca del tipo che i terroristi più probabilmente potrebbero costruire danneggerebbe solo alcune centinaia di persone e non sarebbe molto più letale rispetto ad un'arma convenzionale o una chimica. D'altra parte poche sarebbero le vittime risultanti dall'esplosione iniziale, perché i materiali emettitori di raggi alfa e beta devono essere inalati o ingeriti per danneggiare profondamente il corpo umano (altrimenti il danno si limita quasi soltanto alla pelle).
Il materiale emettitore di raggi gamma è così radioattivo (cosa che lo rende rilevabile) che non può essere trasportato e dispiegato senza avvolgerlo con una quantità considerevole di materiale (piombo) che faccia da scudo ai raggi, fatto che renderebbe molto pesante l'ordigno, non trasportabile in aereo, e molto pesante all'interno di un'auto. Inoltre, prima dell'esplosione il materiale schermante dovrà essere rimosso, a meno che lo scudo sia rimosso poco prima della detonazione. Inoltre, è improbabile la possibilità che i terroristi trasformino la sostanza radioattiva in un gas oppure un aerosol radioattivo senza un complesso lavoro chimico per ottenere lo scopo. Nonostante questo, disponendo ad esempio di polvere di uranio impoverito metallico, e combinandolo in una bomba con elementi in fosforo, il tutto contenuto entro tubi pieni di benzina, facendo detonare dell'esplosivo attorno ad una bombola di ossigeno in pressione circondata dal materiale, si otterrebbe una deflagrazione fortissima e caldissima, che spargerebbe il materiale radioattivo in fiamme per molti ettari.
L'effetto dominante sarebbe un danno morale ed economico a causa del panico causato da un tale incidente. D'altra parte, alcuni medici pensano che il danno biologico, quantizzabile in morti e feriti possa essere molto più severo. Questo è il parere di Peter D. Zimmerman (King's College London) che riesaminarono l'incidente di Goiânia, in qualche modo comparabile, e lo resero noto al pubblico in una fiction prodotta dalla BBC, trasmessa negli Stati Uniti d'America dalla PBS. Questo programma mostrava come l'utilizzo di una schermatura possa essere utilizzato per minimizzare il rischio di essere scoperti.

## Usi militari
Questo tipo di arma è largamente considerata come inefficace militarmente per una nazione e molto difficilmente verrebbe utilizzata dalle forze armate. Infatti, l'uso di una tale arma è inutile per una forza di occupazione, poiché renderebbe inabitabile l'area e rallenterebbe l'avanzata dell'esercito. Inoltre, analogamente alle armi biologiche, queste armi potrebbero impiegare giorni per iniziare ad agire sulle forze nemiche, e darebbero al nemico il tempo di contrattaccare. Altro discorso, invece, sarebbe l'effetto psicologico (paura) che si ingenererebbe verso la popolazione.

## Effetto di un'esplosione di una bomba sporca
La detonazione di una bomba sporca è un evento che determina tre problemi principali da affrontare:
- il numero di vittime dopo l'attacco;
- l'effetto psicologico sulla popolazione civile;
- l'impatto economico.